# Jaroslav Bouček
Jaroslav Bouček (Černošice, 1912. december 13. – Prága, 1987. október 10.) világbajnoki ezüstérmes csehszlovák válogatott labdarúgó.
A csehszlovák válogatott tagjaként részt vett az 1934-es és az 1938-as világbajnokságon.

## Sikerei, díjai
Sparta Praha
- Csehszlovák bajnok (4): 1931–32, 1935–36, 1937–38, 1938–39
- Közép-európai kupa győztes (1): 1935

Csehszlovákia
- Világbajnoki döntős (1): 1934